# Holophonie
L' holophonie est une forme particulière d'enregistrement sonore qui est fondée (entre autres) sur l'hypothèse non prouvée, selon laquelle le système auditif fonctionne comme un interféromètre. 
Les caractéristiques sonores de l'holophonie ne fonctionnent qu'à travers un casque, mais peuvent être démontrées à moindre mesure avec de simples haut-parleurs stéréo deux canaux. Pour optimiser cet effet, des haut-parleurs ont également été spécialement conçus pour les enregistrements reproduisant les enregistrements holophoniques.
Contrairement au système ambisonic, les algorithmes de restitution de l'holophonie sont basés sur les équations intégrales liées aux équations de Hemholtz.
Il y a eu une controverse sur les réclamations formulées par Zuccarelli concernant cette technique d'enregistrement. Les effets obtenus sont comparables à l'enregistrement binaural traditionnel utilisant des têtes de mannequin, ou via des techniques plus traditionnelles 3D audio via « the head-related transfer function (HRTF) » Il n'existe aucune preuve, ni d'études menées qui montrent que la technique dite Holophonique est substantiellement différente ou de qualité supérieure à ces méthodes, Zuccarelli n'a jamais publié  sa technique, et n'a pas permis une étude indépendante des résultats.
Alors que les émissions oto-acoustiques existent, il n'y a aucune preuve pour étayer son affirmation selon laquelle celles-ci jouent un rôle dans la localisation des sons, ni aucun mécanisme prenant en charge cet effet d'interférence revendiqué par Zuccarelli. Au contraire, il existe une littérature abondante prouvant qu'une réplique spatiale correctement présentée par l'intermédiaire de synthèse de HRTF (mimant la tête binaural) ou d'un enregistrement binaural est suffisante pour reproduire de façon réaliste les enregistrements spatiaux comparables à l'écoute réelle.

## Historique
L'holophonie a été créé par l'argentin Hugo Zuccarelli en 1980, durant ses études à l'École polytechnique de Milan. Cette initiative, jumelée avec Zuccarelli, est devenue célèbre en 1983 avec la sortie d'un enregistrement intitulé Zuccarelli Holophonics (The Shaker Matchbox) publié au Royaume-Uni par CBS, qui est entièrement composé d'enregistrements à court d'effets sonores conçus pour montrer le système. Les exemples étaient notamment une boîte d'allumettes secouée, une coupe de cheveux et sèche cheveux, des abeilles, un ballon, un sac de plastique, des oiseaux, des avions, des feux d'artifice, du tonnerre, et des voitures de course. Dans ses premières années, l'holophonie a été utilisée par divers artistes, y compris Michael Jackson, qui l'a utilisé sur son album Bad, Paul McCartney et Richard Branson[réf. nécessaire]. Elle a été utilisée en bande sonore de film, de musique populaire, à la télévision et en « themeparks ».
Zuccarelli déclare que le système auditif humain est un émetteur sonore, produisant un son de référence qui se combine avec le son entrant pour former une figure d'interférence à l'intérieur de l'oreille. La nature de ce modèle auditif est sensible à la direction du son entrant. Selon l'hypothèse, la cochlée détecte et analyse ce modèle comme s'il s'agissait d'un hologramme acoustique. Le cerveau interprète ensuite ces données et en déduit la direction du son. Un article du Zuccarelli présentant cette théorie a été imprimé dans le magazine New Scientist en 1983. Cet article a été suivi peu après par deux lettres, jetant le doute sur la théorie de Zuccarelli et ses capacités scientifiques,.
L'holophonie, comme l'enregistrement binaural, reproduit les différences interaurales (moment d'arrivée et d'amplitude entre les oreilles, le déphasage), aussi bien que the head-related transfer function (HRTF). Celles-ci créent l'illusion que les sons produits dans la membrane d'un haut-parleur émanent de directions spécifiques. Pour produire des enregistrements numériques holophonique ou binauraux, une source mono nécessite de nombreux canaux HRTF combinés.
Il est à noter qu’une tentative de commercialisation d’un système de reproduction holophonique avait été présentée au Festival du Son 1981 sur le stand de la marque française HRC.
Ce dispositif d’holophonie inventé par Dominique Perruchon, a fait ensuite l’objet de diverses communications scientifiques lors de colloques internationaux (France et Hongrie), par l’entremise de Maurice Jessel, Maître de Recherche au CNRS et chercheur au Laboratoire de Mécanique et d’Acoustique de Marseille.
Des sources documentaires ont été publiées notamment par les revues Hi-fi Stéréo et Science & Avenir (article de Dominique Leglu).

## Exemples de son Holophonique (casque nécessaire)
- Holophonics Sound Samples:
- From holophonic.ch: —
- sensual voice
- Blowdryer
- Bell